# 점액

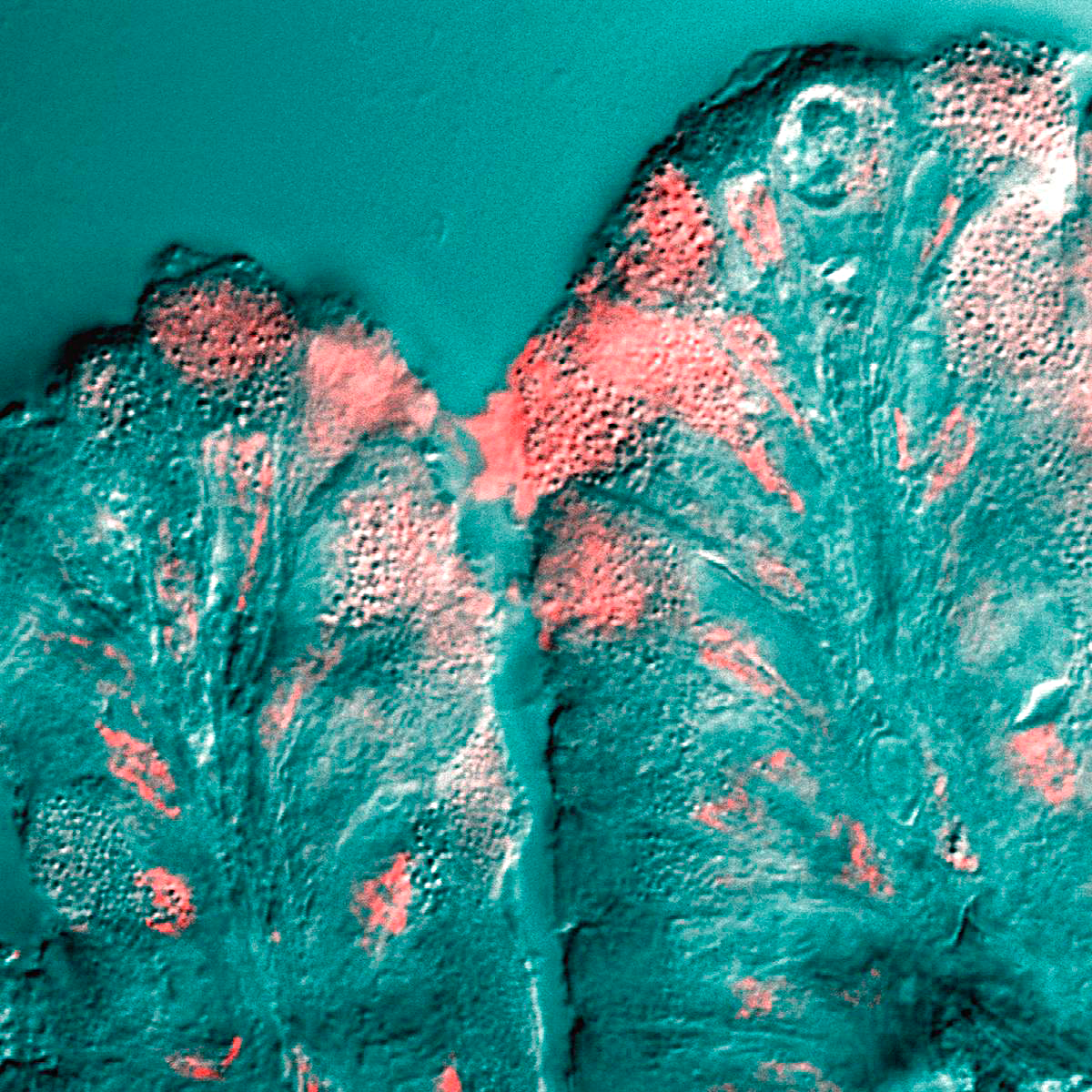
점액 세포의 모습.

점액(粘液)은 척추동물에서 점막이 만들어내어 점막을 두르고 있는 끈끈한 액체로, 일반적으로 생물체 안의 점액선 등에서 분비된다. 점액 세포는 당단백질과 물이 풍부한 산물을 분비한다. 점액의 주요 기능은 균, 박테리아, 바이러스의 감염을 예방하는 것이다. 보통 일반인의 몸은 하루에 1리터 정도의 점액을 만들어낸다.
경골어류, 먹장어, 달팽이, 민달팽이 따위의 무척추동물 또한 외부 점액을 만들어내기도 한다. 여기서는 감염 예방뿐 아니라 포식자가 분비하는 독으로부터의 보호 기능을 제공하며 움직임을 쉽게 하고 소통의 역할을 하기도 한다.

## 호흡기
인간의 호흡기에서 점액은 허파에 외부 입자가 들어가는 것을 막는 것을 도와준다. (특히 숨쉴 때 코를 통해서) 담(痰)은 기도에 막힌 점액을 가리키는 용어이고, 콧물은 콧구멍의 분비물이다.

## 같이 보기
- 체액
- 빈 코 증후군